# エピタフ -1969年の追憶-
『エピタフ -1969年の追憶-』（英語: Epitaph Official Bootleg : Live in 1969）は、1997年に発表されたキング・クリムゾンのライブ・アルバム。オリジナル・メンバーによる1969年のライブ演奏が収録されている。

## 解説
結成以来在籍する唯一のメンバーであるロバート・フリップが企画したアルバム。プロデューサーのデヴィッド・シングルトンがミキシング・コンソールによる録音、ラジオ放送、海賊盤から選んだライブ演奏の音源を集め、4ヶ月かけて音質を向上させて編集した。1997年3月に、フリップとシングルトンが共同で設立したディシプリン・グローバル・モービルから2枚組のCDボックスとして発表された。

### BBCセッションズ
キング・クリムゾンはBBCのラジオ音楽番組『トップ・ギア』の為に、1969年の5月と8月にBBC Radio 1のMaida Vale Studiosで録音作業を行なった。冒頭の4曲はBBCに残存していたマスターテープとイタリアに出回っていた海賊盤から編集された。「ゲット・ザイ・ベアリングス」はドノヴァンの「しっかりおしよ」（1968年）のカヴァーである。

### アメリカ・ツアー
彼等は同年10月にデビュー・アルバム『クリムゾン・キングの宮殿』を発表した後、同年12月まで初のアメリカ・ツアーを行なった。本作には11月下旬にニューヨークのフィルモア・イーストで開かれたコンサートと、12月中旬に最終公演地であるサンフランシスコのフィルモア・ウェストで開かれたコンサートの録音が収録された。

#### フィルモア・イースト
11月21日のコンサートから3曲が収録された。このコンサートは8トラックで録音されたがオリジナルは行方不明になったので、本作ではメンバーのマイケル・ジャイルズが所有していたカセット・テープレコーダーによるコピーが使用された。「ア・マン・ア・シティ」は、セカンド・アルバム『ポセイドンのめざめ』（1970年）に収録された「冷たい街の情景」の原曲である。

#### フィルモア・ウェスト
12月14日の録音はカセット・テープレコーダーによる。「マントラ」と「トラヴェル・ウィアリー・カプリコーン」は続けて演奏されているが、本来は別々の曲だった。「マーズ」の原曲はグスターヴ・ホルストの組曲『惑星』の第1曲「火星、戦争をもたらす者」である。
12月15日の録音はこの顔ぶれによる最後の演奏を捉えている。ロード・マネージャーのリチャード・ヴィッカーズ（Richard Vickers）はこのコンサートを録音して、この日を最後に脱退したイアン・マクドナルドにテープを手渡した。本作にはこの録音が使用されている。「ドロップ・イン」はアルバム『アイランズ』（1971年）の収録曲「レターズ」の原曲である。

## 収録曲
（曲名表記は発売当時のものによる。）

### Disc 1
1. 21世紀の精神異常者 - 21st Century Schizoid Man
2. クリムゾン・キングの宮殿 - In The Court Of The Crimson King
3. ゲット・ザイ・ベアリングス - Get Thy Bearings
4. エピタフ（墓碑銘） - Epitaph
5. ア・マン・ア・シティ - A Man A City
6. エピタフ（墓碑銘） - Epitaph
7. 21世紀の精神異常者 - 21st Century Schizoid Man
8. マントラ - Mantra
9. トラヴェル・ウィアリー・カプリコーン - Travel Weary Capricorn
10. インプロヴィゼイション-トラヴェル・ブリアリー・カプリコーン - Improv - Travel Bleary Capricorn
11. マーズ - Mars

- 1-4 BBC Radio Sessions at Maida Vale Studios
  - 1,2 May 1969
  - 3,4 August 1969
- 5-7 Filmore East, New York, 21 November 1969
- 8-11 Filmore West, San Fransicso, 14 December 1969

### Disc 2
1. クリムゾン・キングの宮殿 - In The Court Of The Crimson King
2. ドロップ・イン - Drop In
3. ア・マン・ア・シティ - A Man A City
4. エピタフ（墓碑銘） - Epitaph
5. 21世紀の精神異常者 - 21st Century Schizoid Man
6. マーズ - Mars

- 1-6 Filmore West, San Fransicso, 15 December 1969

## メンバー
- ロバート・フリップ  –  ギター
- イアン・マクドナルド  –  木管楽器、キーボード、メロトロン、ヴォーカル
- グレッグ・レイク  –  –  ベース、リード・ヴォーカル
- マイケル・ジャイルズ  –  ドラムス、パーカッション、ヴォーカル
- ピート・シンフィールド  –  作詞、照明

## 引用文献
- Smith, Sid (2019). In the Court of King Crimson: An Observation over Fifty Years. Panegyric. ISBN 978-1916153004